# Classement des antibiotiques

Cette liste répertorie les antibiotiques couramment employés en médecine humaine en France, classés par groupe de structure chimique apparentée.

## Béta-lactamines

### Pénicillines

#### Pénicillines G et V
- Pénicilline G
- Bénéthamine pénicillineG
- Benzathine pénicilline G
- Pénicilline V

#### Pénicillines A
- Amoxicilline
- Ampicilline
- Pivampicilline
- Becampicilline

#### Pénicillines M
- Oxacilline
- Cloxacilline

#### Uréidopénicillines
- Mezlocilline
- Pipéracilline

#### Carboxypénicillines
- Ticarcilline
- Témocilline

#### Amidinopénicillines
- Mécillinam
- Pivmécillinam

#### Pénicillines associées à un inhibiteur de bêta-Lactamase
- Acide clavulanique+Amoxicilline
- Acide clavulanique+ ticarcilline
- Sulbactam+Ampicilline
- Tazobactam+pipéracilline

### Monobactame
- Aztréonam

### Carbapénème
- Imipénème+cilastatine
- Méropénème
- Ertapénème
- Doripénème

### Céphalosporine

#### Céphalosporine de première génération
- Céfaclor
- Céfadroxil
- Céfalexine
- Céfalotine
- Céfapirine
- Céfatrizine
- Céfazoline
- Céfadrine

#### Céphalosporine de deuxième génération
- Céfamandole
- Cefuroxime
- Céfuroxime axétil

#### Céphalosporine de troisième génération
- Céfixime
- Céfopérazone
- Céfotaxime
- Céfotiam
- Céfotiam héxétil
- Cefpirome
- Cefpodoxime proxetil
- Cefsulodine
- Ceftazidime
- Ceftizoxime
- Ceftriaxone
- Céfépime

#### Céphalosporine de quatrième génération
- Céfépime

#### Céphalosporine de cinquième génération
- Ceftaroline
- Ceftobiprole

## Céfamycine
- Céfotétan
- Céfoxitine

## Aminosides
- Amikacine
- Gentamicine
- Isépamicine
- Nétilmicine
- Spectinomycine
- Tobramycine

## Tétracyclines
- Doxycycline
- Lymécycline
- Méthacycline
- Minocycline
- Tétracycline

## Macrolides et apparentés

### Macrolides vrais

#### Macrolides seuls
- Clarithromycine
- Dirithromycine
- Erythromycine
- Spiramycine
- Josamycine
- Azithromycine
- Roxithromycine
- Midécamycine
- Dirithromycine

#### Macrolide associé
- Erythromycine+ sulfafurazole
- Spiramycine+métronidazole

### Synergistines
- Pristinamycine
- Virginiamycine

### Lincosamides
- Clindamycine
- Lincomycine

### Ketolides
- Télithromycine

## Phénicolés
- Thiamphénicol
- Chloramphénicol

## Rifamycines
- Rifamycine
- Rifabutine
- Rifampicine

## Quinolones

### Quinolones de première génération
- Acide nalidixique
- Acide pipémidique
- Fluméquine

### Quinolones de deuxième génération (Fluoroquinolones)

#### Fluoroquinolones urinaires
- Enoxacine
- Norfloxacine
- Loméfloxacine
- Rosoxacine

#### Fluoroquinolones systémiques
- Ciprofloxacine
- Ofloxacine
- Péfloxacine
- Sparfloxacine

#### Fluoroquinolones anti-pneumococciques
- Lévofloxacine
- Moxifloxacine

## Polypeptides
- Colistine
- Colistiméthate sodique

## Glycopeptides
- Teicoplanine
- Vancomycine

## Sulfamides antibactériens
- Sulfadiazine
- Sulfaméthizole
- Sulfaméthoxazole + (triméthoprime)

## Dérivé nitrés

### Nitrofuranes
- Nitrofurantoïne
- Nifuroxazide
- Nifurzide

### Nitro-imidazolés
- Métronidazole
- Ornidazole
- Tinidazole

## Quinoléines
- Nitroxoline
- Tilbroquinol+Tiliquinol

## Autres antibiotiques
- Acide fusidique
- Fosfomycine
- Fosfomycine trométamol
- Daptomycine (lipopeptide cyclique)
- Lysocine E